# Departament de Putumayo
Putumayo és un departament de Colòmbia format pels municipis de:
1. Colón
2. Mocoa
3. Orito
4. Puerto Asís
5. Puerto Caicedo
6. Puerto Guzmán
7. Puerto Leguízamo
8. San Francisco
9. Santiago
10. Sibundoy
11. Valle del Guamez
12. Villa Garzón